# Фотометр Люммера — Бродхуна
Фотометр Люммера-Бродхуна — измерительный прибор, который для визуального сравнения освещённости, даваемой двумя источниками света, использует специальное оптическое устройство — кубик Люммера.

## Общий принцип действия визуальных фотометров
Человеческий глаз чрезвычайно плохо оценивает абсолютные фотометрические величины, но весьма хорошо распознаёт границу полей с разной освещённостью, на чём и основано действие большинства фотометров визуального наблюдения. При помощи оптической системы прибора свет от источника, характеристики которого необходимо измерить, и свет от эталонного источника образуют два смежных поля. Свет одного из источников тем или иным образом ослабляется до тех пор, пока глаз не перестанет различать границу полей. В этот момент освещённости, созданные обоими источниками, считают одинаковыми.
Такой метод пригоден только для источников света близкого спектрального состава, поскольку визуальное сравнение освещённостей полей разного цвета практически невозможно.

## Схема Люммера-Бродхуна

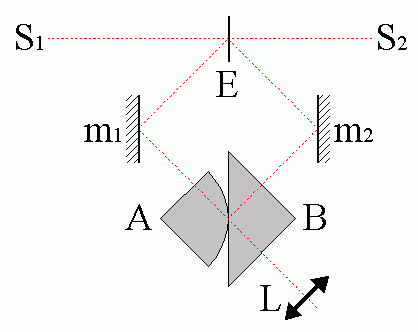
Схема фотометра Люммера — Бродхуна

Свет от двух источников S1 и S2 падает на белый вполне идентичный с обеих сторон диффузно рассеивающий свет экран E. При помощи вспомогательных зеркал m1 и m2 свет попадает на кубик Люммера, плоскость раздела которого наблюдатель рассматривает при помощи лупы L.
Кубик Люммера состоит из двух прямоугольных призм A и B, у призмы A грань, соответствующая гипотенузе, по краям сошлифована. В центре же призмы приполированы друг к другу и имеют совершенный оптический контакт.
Свет от источника S1 попадает на призму A, отражается от сошлифованных краёв, но часть его проходит сквозь оптический контакт и призму B к наблюдателю. Свет от источника S2 попадает на призму B. В том месте, где призмы имеют контакт, свет проходит сквозь него и теряется, а там, где контакта нет, испытывает полное внутреннее отражение и попадает к наблюдателю.
Таким образом, наблюдатель через лупу рассматривает центральное поле, освещённое источником S1, и внешнее поле, освещённое источником S2. Ослаблением одного из источников добиваются визуальной неразличимости границы полей, т. е. совпадения освещённостей.